# Фре-Англар
Фре-Англа́р (фр. Freix-Anglards, окс. Freix Anglards) — коммуна во Франции, находится в регионе Овернь. Департамент — Канталь. Входит в состав кантона Сен-Сернен. Округ коммуны — Орийак.
Код INSEE коммуны — 15072.
Коммуна расположена приблизительно в 430 км к югу от Парижа, в 105 км юго-западнее Клермон-Феррана, в 12 км к северу от Орийака.

## Население
Население коммуны на 2008 год составляло 182 человека.
| 1962 | 1968 | 1975 | 1982 | 1990 | 1999 | 2008 |
| ---- | ---- | ---- | ---- | ---- | ---- | ---- |
| 378  | 427  | 369  | 328  | 274  | 195  | 182  |

## Экономика
В 2007 году среди 100 человек в трудоспособном возрасте (15—64 лет) 77 были экономически активными, 23 — неактивными (показатель активности — 77,0 %, в 1999 году было 69,3 %). Из 77 активных работали 69 человек (41 мужчина и 28 женщин), безработных было 8 (4 мужчины и 4 женщины). Среди 23 неактивных 4 человека были учениками или студентами, 10 — пенсионерами, 9 были неактивными по другим причинам.